# Soy Diferente
Soy Diferente es el octavo álbum de estudio de La India lanzado en febrero de 2006, bajo el sello discográfico SGZ Entertainment/Univision Music Group.
Bajo la producción de Sergio George e Isidro Infante, La India se erige como compositora de todas las canciones. En el álbum colabora con Cheka, Ivy Queen, Tito Nieves y su madre, en la canción "Madre e Hija".

## Lista de canciones
| Standard edition |                                                       |            |          |  |
| N.º              | Título                                                | Productor  | Duración |  |
| 1.               | «Soy Diferente» (Salsaton Version (featuring Cheka)   |            | 03:38    |  |
| 2.               | «Solamente Una Noche» (Salsa Version)                 |            | 04:17    |  |
| 3.               | «Un Amor Obsesivo»                                    |            | 04:37    |  |
| 4.               | «Cuando Hieres A Una Mujer» (featuring Ivy Queen)     |            | 03:53    |  |
| 5.               | «No Es Lo Mismo» (featuring Tito Nieves)              |            | 04:14    |  |
| 6.               | «Lágrimas»                                            |            | 04:14    |  |
| 7.               | «Tengo Que Dejarte Ir»                                |            | 04:40    |  |
| 8.               | «Soy Diferente» (Reggaeton Version) (featuring Cheka) |            | 03:33    |  |
| 9.               | «Madre E Hija» (Featuring Gloria Viera)               | DJ Blaster | 04:01    |  |
| 10.              | «Solamente Una Noche» (Reggaeton Version)             |            | 03:38    |  |
| 11.              | «Bugarrón»                                            |            | 03:20    |  |
| 43:54            |                                                       |            |          |  |

## Personal
- India – voces, coros
- Cheka – voz
- Ivy Queen – voz
- Tito Nieves – voz

- Raúl Agraz – trompeta
- Alberto Barros – trombón
- Sal Cuevas – bajo
- Jorge Díaz – trombón
- Joe Fiedler – trombón
- Galtan Bros. - teclados, piano
- Sergio George – teclados, piano
- Douglas Guevara – bongós, congas, güiro
- Isidro Infante – teclados, piano
- Nelson "Gasu" Jaime - trompeta
- Marco Linares – guitarra acústica
- Juan Diego Gallego López – bongos, congas
- Ángel "Angie" Machado – trompeta
- Diomedes Matos – bajo
- Ozzie Meléndez – trombón
- Pedro Pérez – bajo
- Marc Quiñones – bongós, congas, timbales
- Jesús "El Traviezo" Quintero - percusión
- Rubén Rodríguez – bajo
- Pablo Santaelia – trombón
- Bernd Schoenhart – guitarra acústica
- Johnny Torres – bajo
- Dante Vargas – trompeta
- Robert Vilera – percusión, timbales

- Héctor "Wichy" Camacho, Darvel García, Joseph Julián González, Nelson González, Ángel Rosario, Galtan Bros. – coros

## Producción
- Productores – Emilio Estefan Jr., Sergio George, Isidro Infante, Rafael Pina
- Ingenieros: Guido Díaz, Alberto Gaitán, Tony Mardini, Israel "PT" Najera, Rafael Pina, Héctor Ivan Rosa, Jake R. Tanner
- Ingenieros asistentes: Jaron Bozeman, Darrell Noonan, Héctor Rubén Rivera, Pablo Sánchez
- Arreglos: Emilio Estefan Jr., Galtan Bros., Sergio George, Isidro Infante, Herman "Teddy" Mulet, Franz Biubell Ortega
- Programación de batería – Sergio George, Franz Biubell Ortega
- Masterización – José Blanco
- Mezcla – Guido Díaz, Emilio Estefan Jr., Isidro Infante, Tony Mardini, Héctor Rubén Rivera
- Coordinación de producción: LaTisha Cotto, Leyla Leeming, José Juan Maldonado, Rafael Pina, Héctor Rubén Rivera, Mike Rivera.
- Coordinadora de estudio – Billie Pechenik
- Productor vocal – Isidro Infante

## Rendimiento en cartelera
| Año  | Cartelera                       | Cima |
| ---- | ------------------------------- | ---- |
| 2006 | Billboard Latin Tropical Albums | 1    |
| 2006 | Billboard Top Latin Albums      | 11   |
| 2006 | Billboard Top Heatseekers       | 9    |
| 2006 | Billboard Top Tropical Albums   | 1    |

## Ventas y certificaciones
| Región         | Certificación | Unidades Vendidas |
| -------------- | ------------- | ----------------- |
| Estados Unidos | Oro           | Más de 50.000     |